# 沙皇炸彈
73°48′26″N 54°58′54″E / 73.80722°N 54.98167°E

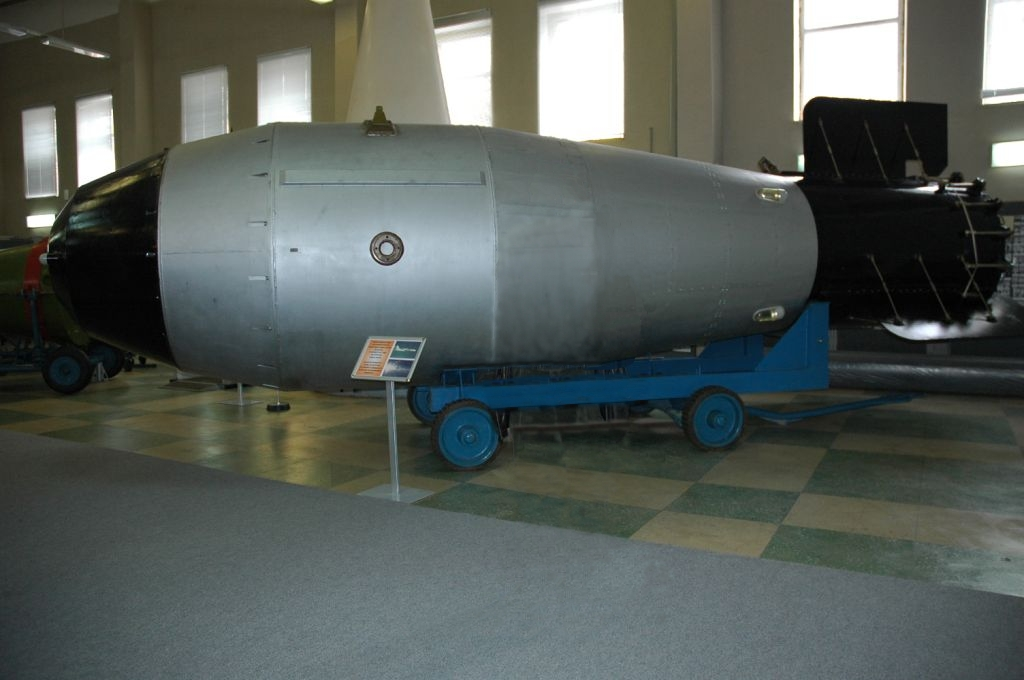
展示於薩羅夫市作為沙皇炸彈的原尺寸模型 RDS-202，其鼻錐不同於實彈的沙皇炸彈 AN602

沙皇炸彈（俄语：Царь-бомба），是冷戰期間蘇聯製造的空投核武器「AN602」的别稱，當時總共製造兩枚，其中一枚於1961年10月30日在新地島試爆成功，另一枚則作為備用與研究而得到保留，它是人類至今引爆過的所有種類炸彈當中在體積、重量與威力最為龐大的炸彈，又稱為“庫兹卡的媽媽（俄语：Кузькина мать）”，這是一句俄羅斯諺語，粗略翻譯為“我們要你好看！”，可能與蘇聯共產黨第一書記尼基塔·赫魯雪夫在1960年的聯合國大會會議上承諾給美國看看“庫兹卡的媽媽”有關。
这枚热核武器在设计上的爆炸當量大约是1億噸TNT，不過蘇聯當局憂心試爆後的核子落塵对環境的嚴重影响，為了避免導致內政难题與外交风波，因此將其試爆的威力減半為5,000萬噸的TNT。儘管削減了一半威力，沙皇炸彈的威力依舊是第二次世界大战末期投擲於日本廣島市和长崎市的「小男孩」原子彈的3,800倍、「胖子」原子彈的2,300倍。雖然蘇聯成功完成試爆，但沙皇炸彈從未列入現役武器，蘇聯軍方僅是将沙皇炸彈作為蘇聯在軍力上的象徵與展示。
“沙皇”一词惯用于描述俄罗斯的巨型事物，如沙皇鐘、沙皇炮等。AN602（AH602）拥有诸多别称，例如RDS-220（РДС-220）、大伊凡、大伊万、阿爾扎馬斯16號等，在中情局使用的代号为“JOE 111”；其同型彈被稱為RN202（PH202）、RDS-202（РДС-202）等。

## 緣由
代号車里雅賓斯克-70（1991年後开放并更名為「斯涅任斯克」）是當初蘇聯兩座开发核武器的城市之一，其中現在的「全俄羅斯物理技術科學研究中心-聯邦核子中心」提出研發建造特大號核武之後，當時的蘇共中央第一書記兼部長會議主席尼基塔·赫魯曉夫就在1961年7月10日批准該項计划；而他同時也要求在同年十月底左右、在蘇共二十二大會期期間完成試爆。有觀點認為赫魯曉夫可以借試爆的成功鞏固自己在蘇共中央的地位。
沙皇炸彈的「沙皇」兩個字來自於其他兩個類似的物品：全世界最大的青銅鐘沙皇鐘和全世界最大的榴彈砲（也是青銅製）沙皇砲。由於這項武器具備的噸位和威力，西方世界稱之為「沙皇炸彈」，蘇聯人也接受這個稱號。蘇聯軍方沒有將這枚氫彈空投用於實戰的打算，蘇聯軍方認為：除了藉由建造完成以及威力釋放後的結果，達成對西方世界的威懾之外，對於這枚氫彈應如何運用是讓他們感到苦惱的事。由於這枚氫彈體積過於龐大，投射距離有限，即便Tu-95轟炸機能夠攜帶這枚氫彈升空，由於轟炸機飛行距離仍不夠遠，也很容易被震波擊落，所以只製造一枚實彈「AN602」與一枚作為研究與備用的啞彈「RDS-202」。
蘇聯軍方却有將其以舰船或潜艇运至敌方东西海岸在海中引爆，由此引发巨型人工海啸的规划。2018年，俄罗斯联邦国防部公布Status-6（昵称“Poseidon（ru）”/“Kanyon（us）”）巨型核动力鱼雷；口径1.6米、长24米，具7立方米的战斗室容积；估计航程1万公里、最高航速100km/h（54节）、最大潜深1,000米，可搭载100MT（megaton）的热核钴弹（thermonuclear cobalt bomb），用于远程自航至目标海域在海中引爆。然而對此亦有質疑，一是鈷60殺傷力在于輻射，不會加入核融合或核裂變反應；二是傳統的三相彈重達30噸，根本放不入；三是這种核動力只能用核電池，動力不足而且极貴。
1961年8月13日，柏林圍牆在赫魯曉夫的支持下開始起造，冷戰中東西方又一次的對峙與緊張開始產生；同時法國在一年前2月13日藉由在撒哈拉沙漠「藍色跳鼠」試爆任務的成功成為歐洲第三個，全世界第四個國家級核武俱樂部的會員。其後三年，蘇聯沒有再進行核武試爆。

## 基本資訊

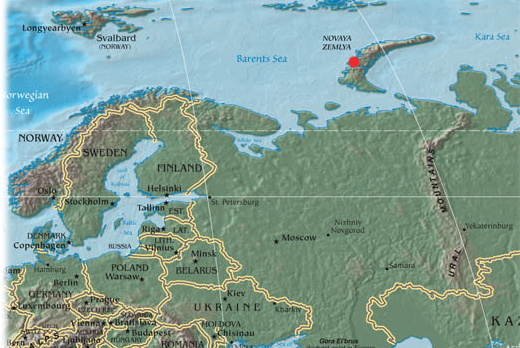
沙皇炸彈的試爆地點

- 彈體總重量；27公噸[1]
- 彈體總長度：8公尺
- 彈體總直徑：2公尺
- 試爆日期與時間：1961年10月30日早上11時32分（莫斯科時間）
- 試爆地區：北冰洋新地島群島西岸，米圖西喀灣（Mityushikha Bay），鄰近蘇闊諾斯岬（Cape Sukhoy Nos）與D-2測試場（test field D-2）。
- 試爆地點：北緯73.85°，東經54.50°
- 試爆方式：傘降式空投
- 釋放高度：10,500m
- 引爆秒差：188秒
- 引爆高度：4,200m
- 引爆方式：經由氣壓感測器感測到設定高度時自動引爆。

## 爆炸過程與結果

### 過程
沙皇炸彈是一種具備三階段性爆炸的熱核武器，同時應用了核分裂和核融合。雖說它在試爆時將爆炸當量從一億噸TNT削减為5000萬噸TNT，但仍相當於二戰中所有使用的炸彈總量的十倍。它在第一階段的起爆以核分裂為主，然後壓縮程序變成核融合；大部分的熱核武器都是利用第一階段所產生的能量壓縮成倍增的核融合階段，即是從鈾-235或鈽-239核分裂產生高溫引發氘-氚核融合，並從核融合釋放出的中子誘發出鈾-238核分裂的正回授，沙皇炸彈的威力在這一點上成功地表現出來。
理論上只要三個階段全部完成就能夠釋放出一億噸TNT的威力，不過經過俄方物理學家的計算與評估後，假設沙皇炸彈在英格蘭中部發威，尤其若為了造成大規模地面破壞效果而以低空方式引爆，其引爆後含有放射物質的落塵也會輕易地影響到華沙公約組織國家；如果在當時的西德上空引爆，致命的放射性尘埃更是能影響到蘇聯的邊界地區。為了避免尘埃影响，原來包覆融合蕊用的鈾238被換成不能裂變的鉛，這樣就能控制融合反應中擴大進行裂變反應的鈾原子與中子的速度，在融合階段中的中子加速裂變的過程也就被終止，因此全部的能量中大約97%來自於核融合方式；後來的試爆也都按照這個方式，以避免無法預期與控制的落塵造成鄰近或偏遠地區以及國家的嚴重影響。

### 結果
一開始美国方面估計爆炸當量是5,700萬噸TNT，但是從1991年起俄羅斯的資料宣稱只有5,000萬噸。爆炸能量於39纳秒內釋放出超過21萬太焦耳，其功率超過5.4×1024瓦特。然而，赫魯曉夫則在對蘇共大會演講的紀錄片當中「恫嚇」西方這一次試爆有一億噸TNT的威力，但其實這是原先計劃的威力。
爆炸當時所產生的火球半徑達4,600公尺，已超過引爆的高度，所以火球很快地就席捲了地面，并迅速擴散到投擲的高度，在將近1,000公里外的地方都可看见。爆炸产生的蕈狀雲宽近40公里，高约64公里，相当于珠穆朗瑪峰海拔高度的7倍多；爆炸產生的熱風甚可以讓遠在170公里以外的人受到3級灼傷，爆炸的閃光能造成220公里以外的人眼损伤。
整個爆炸連芬蘭都能发现和感覺到，并造成當地许多房屋的玻璃破碎；爆炸的暴風壓力在引爆點正下方就高達每平方英吋300磅，足足向外吹送了將近1,000公里的範圍。雖然這一次試爆是在空中試爆，但是往地球傳送的震波被美國地質調查儀偵測到引起芮氏地震規模5至5.25的地震。
距離測試地點55公里外的塞佛尼殖墾地（Severny settlement）中所有木造或磚造的房屋全毀；在距离爆炸中心160多公里的其他苏联地区,木造房屋均全毀，砖石结构的房屋遭破坏；爆炸後所引發冲击波環繞了地球三次。爆炸後的電磁脈衝波足足造成了一個小時的無線電通訊空窗期

## 威力比較

紅色外圈是沙皇炸彈影響的範圍，爆炸的火球半徑長達4.6公里；中間粉紅色小圈圈是在長崎爆炸的胖子原子彈。

沙皇炸弹的試爆威力超过5,000万吨TNT当量，在全世界所有已知爆炸事件中規模排名第二，僅次於威力達100兆噸TNT当量、導致恐龍滅絕的希克蘇魯伯隕石坑事件。與排名第三、威力達2,000万吨TNT当量的通古斯大爆炸作比較，沙皇炸彈的試爆规模大了兩倍多。而排名第四的是威力達1,000万吨TNT当量、發生在美國亞利桑那州的巴林杰陨石坑撞击事件，該陨石撞击事件相當於480顆空投在长崎市引爆的胖子原子彈，或者是688顆在廣島市引爆的小男孩原子彈。

## 附記
- 執行這一次試爆任務的飛機是一架從駐科拉半島基地的Tu-95轟炸機V型（特製機種，目前展覽於俄羅斯中央空軍博物館），由安德烈·杜爾諾夫柴夫少校（Major Andrei E. Durnovtsev）駕駛；另外伴隨一架Tu-16獾式噴射轟炸機作為觀測機，負責將試爆的畫面以圖片與影像紀錄下來，同時將爆炸時的空氣作樣本收集。
- 由於「沙皇炸彈」過於龐大，所以該架Tu-95任務機必須將機體內的燃油槽與機腹炸彈艙門移除才能執行任務。這也是沙皇炸彈無法服役實戰的主要原因。
- 杜爾諾夫柴夫少校於任務結束後就地升任中校，並且獲頒蘇聯英雄勳章（Герой Советского Союза）一枚。
- 執行任務的兩架轟炸機均塗裝含有特殊材質的白色无机反光塗料（西方情報單位推測為含矽陶土的塗料）以避免試爆的高溫造成人員或任務機的損傷。
- 為了試爆人員的安全考量，沙皇炸彈還特別加裝一副重達800公斤的減速傘，以延遲炸彈釋放墜落後的時間與速度（釋放後到起爆時差為188秒），也好讓任務機與觀測機能夠撤到距離原爆點45公里以外的安全範圍。
- 當初前蘇聯在車里雅賓斯克-70（今斯涅任斯克）共製造兩枚沙皇炸彈，僅試爆一枚，另外一枚作為研究與備用而被保留。目前那枚啞彈已被移轉到薩羅夫市的「俄羅斯核武博物館」（Russian Nuclear Weapons Museum）中展示。
- 在這一次試爆的核彈設計有功人員名單當中，其中一人在1975年成為诺贝尔和平奖的得主，即是安德烈·德米特裡耶維奇·薩哈羅夫（姓氏也譯作沙卡洛夫）。沙卡洛夫儘管享有蘇聯氫彈之父的美譽，但是在這一次成功試爆後，以反對核武的言論最終成為蘇聯當局眼中的「異議分子」。
- 由於此次試爆代號與1955年11月22日試爆的「RDS-37」（РДС-37）代號同為“Ivan”（伊凡大帝），許多人將兩者混淆，誤以為RDS-37即為沙皇炸彈。

## 外部連結
- 沙皇炸彈試爆記錄片 （页面存档备份，存于）